# Pammeces
Pammeces is een geslacht van vlinders van de familie grasmineermotten (Elachistidae).

## Soorten
- P. albivittella Zeller, 1863
- P. citraula Meyrick, 1922
- P. crocoxysta Meyrick, 1922
- P. lithochroma Walsingham, 1897
- P. pallida Walsingham, 1897
- P. phlogophora Walsingham, 1909
- P. problema Walsingham, 1909